# Entre el cielo y el suelo
Entre el cielo y el suelo é um álbum do grupo espanhol pop Mecano, lançado em 1986.

## Faixas
1. Ay qué pesado (Ignacio Cano)
2. Àngel (Ignacio Cano)
3. Hijo de La Luna (José María Cano)
4. 50 palabras, 60 palabras o 100 (Ignacio Cano)
5. Te busqué (Ignacio Cano)
6. Me cuesta tanto olvidarte (José María Cano)
7. No tienes nada que perder (Ignacio Cano)
8. Las curvas de esa chica (Ignacio Cano)
9. No es serio este cementerio (José María Cano)
10. Cruz de navajas (José María Cano)
11. Las cosas pares (Ignacio Cano)
12. Esta es la historia de un amor (Ignacio Cano)

Edição LatinoAmerica e U.S.A
1. Ay qué pesado Ignacio Cano
2. Àngel Ignacio Cano
3. Hijo de La Luna José María Cano
4. 50 palabras, 60 palabras o 100 Ignacio Cano
5. Me cuesta tanto olvidarte José María Cano
6. No tienes nada que perder Ignacio Cano
7. Las curvas de esa chica Ignacio Cano
8. No es serio este cementerio José María Cano
9. Cruz de navajas José María Cano
10. Esta es la historia de un amor Ignacio Cano

Edição Mundial (2005)
1. Ay qué pesado Ignacio Cano
2. Àngel Ignacio Cano
3. Hijo de La Luna José María Cano
4. 50 palabras, 60 palabras o 100 Ignacio Cano
5. Te busqué Ignacio Cano
6. Me cuesta tanto olvidarte José María Cano
7. No tienes nada que perder Ignacio Cano
8. Las curvas de esa chica Ignacio Cano
9. No es serio este cementerio José María Cano
10. Cruz de navajas José María Cano
11. Las cosas pares Ignacio Cano
12. Esta es la historia de un amor Ignacio Cano
13. Cancion Cortita Antes que nos Abandone el Mar* Ignacio Cano
14. Figlio della Luna (Hijo de la Luna)* José María Cano. Adapt. Italiano: M.Lumberti

(*: Bonus Track)